# Microgaster primordialis
Microgaster primordialis är en stekelart som beskrevs av Charles Thomas Brues 1906. Microgaster primordialis ingår i släktet Microgaster och familjen bracksteklar. Inga underarter finns listade i Catalogue of Life.